# پسا د لا سال
پسا د لا سال (به اسپانیایی: Poza de la Sal) یک شهرستان در اسپانیا است.